# Балгаева, Фатима Жумагуловна
Фатима Жумагуловна Балгаева (каз. Фатима Жұмағұлқызы Балғаева; (5 мая 1926, современный Тюлькубасский район Туркестанской области Казахстана — 2005, Алма-Ата) — казахская кобызистка, музыкальный педагог, народный артист Казахской ССР (1981).

## Биография
Происходит из рода сикым племени дулат. С 1942 году выступала в составе Казахского академического оркестра народных инструментов, солисткой которого стала впоследствии. Начинала музыкальную карьеру в качестве домбристки, в дальнейшем перешла на кобыз. Окончила Алма-Атинскую консерваторию в 1950 году. С 1960 года преподавала в консерватории, в 1978 года стала профессором.
Трижды была лауреатом Всемирных фестивалей молодёжи и студентов (Берлин, 1951; Бухарест, 1953; Москва, 1957).

## Творческое наследие
Балгаева разработала оригинальную технику игры на кобызе, сочетающую традиционные принципы звукоизвлечения с приёмами скрипичной и виолончельной школы.
В репертуаре артистки наряду с народными песнями и кюями присутствовали произведения Е. Г. Брусиловского, А. Жубанова, М. Тулебаева, Л. Хамиди, К. Мусина и сочинения западноевропейских классиков. Специально для неё казахстанские композиторы создавали переложения различных произведений для фортепиано и кобыза.
Балгаева стала автором первого учебника игры на кобызе. Среди её учеников — известные казахские музыканты М. Каленбаева, Г. Изтолеуова, Р. Нуртазина, З.Бисембаева, Н. Сиражев, К. Ахметова, А. Меирбеков и др.

## Награды
- Орден «Знак Почёта» (3 января 1959) — за выдающиеся заслуги в развитии казахского искусства и литературы и в связи с декадой казахского искусства и литературы в гор. Москве[3]
- Народный артист Казахской ССР (1981)